# Мечетка (Ростовская область)
Мечетка — хутор в Азовском районе Ростовской области. Входит в Отрадовское сельское поселение.

## География
Расположен в 60 км (по дорогам) южнее районного центра — города Азова. Рядом проходит граница с Краснодарским краем.
На хуторе имеется одна улица: Фермеров.

## Население
| 1989 | 2002 | 2010 |
| ---- | ---- | ---- |
| 22   | ↘12  | ↘5   |

## Достопримечательности
- В 200 метрaх южнее села находится памятник археологии — Курган «Мечетка-III». Памятник датируется II тысячелетием до н. э. — XIV веком н. э. Решением Малого Совета облсовета № 301 от 18 ноября 1992 года курган внесен в список объектов культурного наследия местного значения под кодом № 6100345000[3].

- В 3 км юго-западнее села Григорьевка, на берегу реки Еи находится памятник археологии — Курганный могильник «Мечетка-1» (2 насыпи). Памятник датируется II тысячелетием до н. э. — XIV веком н. э. Решением Малого Совета облсовета № 301 от 18 ноября 1992 года могильник внесен в список объектов культурного наследия местного значения под кодом № 6100304000[4].